# لورنزو آگوادو
لورنزو آگوادو (انگلیسی: Lorenzo Aguado؛ زادهٔ ۱۹ سپتامبر ۲۰۰۲) بازیکن فوتبال اهل اسپانیا است که در حال حاضر برای باشگاه فوتبال رئال مادرید کاستیا بازی می‌کند. 